# Setsuko Matsudaira
La princesse Chichibu (雍仁親王妃勢津子, Yasuhito Shinnōhi Setsuko), née Setsuko Matsudaira (松平節子, Matsudaira Setsuko), 9 septembre 1909 - 25 août 1995, est membre de la famille impériale du Japon. La princesse est l'épouse du prince Chichibu, second fils de l'empereur Taishō et de l'impératrice Teimei. Elle est ainsi belle-sœur de l'empereur Shōwa et une des tantes de l'empereur Akihito.

## Jeunesse
La princesse Chichibu naît à Walton-on-Thames en Angleterre. Elle est la fille de Tsuneo Matsudaira (1877–1949), ambassadeur japonais aux États-Unis (1924), plus tard en Grande-Bretagne (1928) et plus tard encore, ministre de l'Agence impériale (1936–45, 1946–47) et de son épouse, l'ancienne Nobuko Nabeshima.
Bien que formellement roturière, elle est descendante de familles aristocratiques liées de près à la famille impériale japonaise des deux côtés. Son grand-père paternel, Matsudaira Katamori, est le dernier daimyo d'Aizu, une branche cadette (en) de la dynastie Tokugawa. Son grand-père maternel est le marquis Nabeshima Naohiro, ancien daimyo du Saga. Itsuko (1882–1976), la sœur ainée de sa mère, épouse prince Morimasa Nashimoto, un oncle de l'impératrice Kōjun.
En 1925, à l'époque où son père est ambassadeur aux États-Unis, Setsuko suit les cours de la Sidwell Friends School (en) à Washington, D.C. (1925–1928). À son retour au Japon, l'impératrice Teimei choisit Setsuko pour épouse de son second fils, le prince Chichibu. Le mariage a lieu après que son oncle, le vicomte Morio Matsudaira, l'a formellement adoptée, éliminant ainsi l'incongruité de statut entre le prince et son épouse en faisant de Setsuko la fille adoptée d'un vicomte.

## Mariage

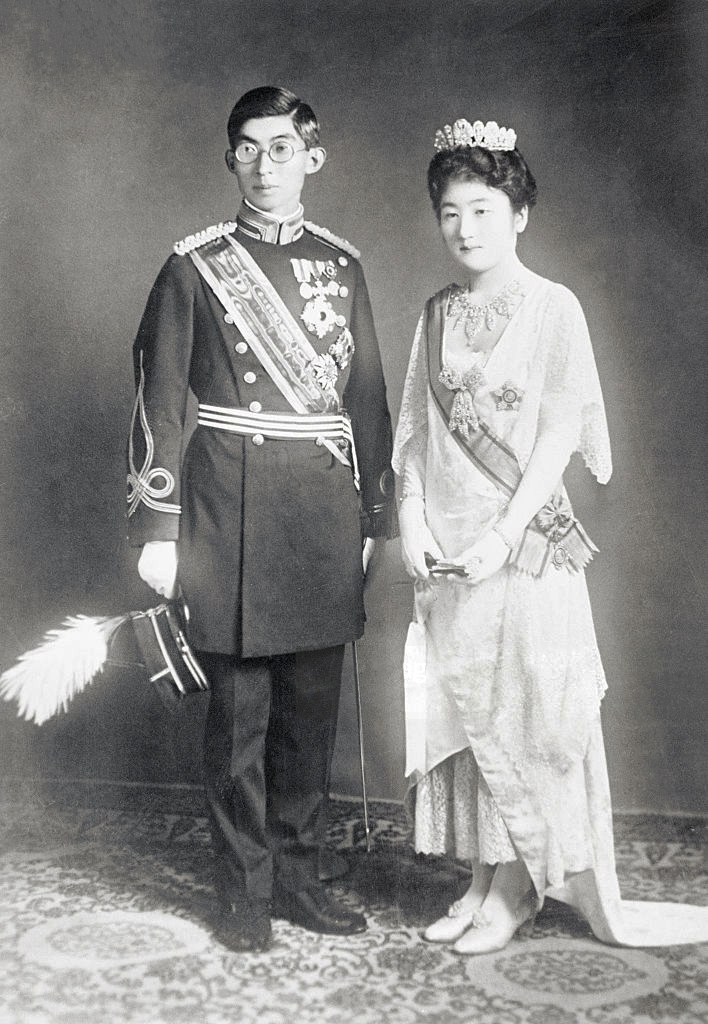
Le prince et la princesse Chichibu le jour de leur mariage.

Le 28 septembre 1928, à l'âge de 19 ans, elle épouse le prince Chichibu et devient la princesse Chichibu. Le couple n'a pas d'enfant car l'unique grossesse de la princesse Chichibu se termine par une fausse couche. Pour chacun d'eux, il s'agit d'un mariage d'amour et de bonheur.
En 1937, le couple est envoyé faire une tournée en Europe qui dure plusieurs mois. Le prince et la princesse représentent le Japon lors du couronnement du roi Gerge VI et de la reine Elisabeth (en) à l'Abbaye de Westminster en mai 1937 et visitent ensuite la Suède et les Pays-Bas en tant qu'invités du roi Gustave V et de la reine Wilhelmine, respectivement. La princesse demeure en Suisse tandis que son mari rencontre Adolf Hitler à Nuremberg à la fin de leur voyage. Elle éprouve beaucoup d'affection pour les États-Unis et l'Angleterre et, en tant qu'anglophile, est profondément peinée de l'entrée du Japon dans la Seconde Guerre mondiale du côté des puissances de l'Axe.

## Veuvage
Après la mort du prince de tuberculose en 1953, la princesse Chichibu devient présidente de la « Société pour la prévention de la tuberculose », présidente honoraire de la « Société nippo-britannique », de la « Société nippo-suédoise » et vice-présidente honoraire de la Croix-Rouge japonaise. Setsuko Matsudaira, qui parle couramment l'anglais, effectue plusieurs visites semi-officielles en Grande-Bretagne et en Suède.

## Décès
La princesse Chichibu meurt d'un arrêt cardiaque le 25 août 1995.
Son autobiographie, publiée après sa mort sous le titre The Silver Drum: A Japanese Imperial Memoir, est traduite en anglais par Dorothy Britton (en).

## Titres et styles
L’appellation officielle de Setsuko est « Son Altesse Impériale la Princesse Chichibu ». Avant son mariage, elle reçoit le titre « Honorable Setsuko Matsudaira ».

## Honneurs

### Honneurs nationaux
- Grand cordon de l'ordre de la Couronne précieuse

### Honneurs étrangers
Le roi Gustave VI Adolphe de Suède l'investit du grand cordon de l'ordre des Séraphins le 8 avril 1969. Le 23 juillet, elle est élevée au rang de dame grand-croix honoraire de l'ordre de l'Empire britannique. Le 9 octobre 1978, la princesse Margaret, comtesse de Snowdon (au nom de la reine Élisabeth II) investit la princesse Chichibu en tant que dame  grand-croix honoraire de l'ordre de Saint-Michel et Saint-Georges.
- Suède : grand cordon de l'ordre des Séraphins
- Royaume-Uni : dame grand-croix honoraire de l'ordre de Saint-Michel et Saint-Georges
- Royaume-Uni : dame grand-croix honoraire de l'ordre de l'Empire britannique